# Nana (sångerska)
Im Jin-ah (hangul: 임진아), mer känd under artistnamnet Nana, född 14 september 1991 i Cheongju, är en sydkoreansk sångerska och skådespelare.
Hon har varit medlem i den sydkoreanska tjejgruppen After School sedan 2009 samt i After Schools undergrupp Orange Caramel sedan den debuterade 2010.

## Diskografi

### Solosånger
| År   | Titel             | Album                                                       |
| ---- | ----------------- | ----------------------------------------------------------- |
| 2011 | "Close Your Eyes" | Shanghai Romance (Orange Caramel) Lipstick (Orange Caramel) |
| 2012 | "Eyeline"         | Flashback (After School)                                    |
| 2013 | "Sleeping Forest" | Orange Caramel (Orange Caramel)                             |

## Filmografi

### Film
| År   | Titel                  | Roll                   |
| ---- | ---------------------- | ---------------------- |
| 2011 | White: Melody of Death | cameoroll              |
| 2014 | Fashion King           | Kim Hae-na (cameoroll) |
| 2015 | Go Lala Go 2           | Sha Dangdang           |
| 2017 | Ggoon                  | Choon Ja               |

### TV-serier
| År   | Titel                            | Kanal    | Roll      |
| ---- | -------------------------------- | -------- | --------- |
| 2006 | High Kick!                       | MBC      | cameoroll |
| 2015 | Love Weaves Through a Millennium | Hunan TV | Zhao Nana |
| 2016 | The Good Wife                    | tvN      | Kim Dan   |